# Хем Бунтинг
Хем Бунтинг (кхмер. ហែម ប៊ុនទីង; 12 декабря 1985) — камбоджийский легкоатлет, специализирующийся в беге на длинные дистанции, марафонец. Участник Олимпийских игр.

## Биография
Хем Бунтинг родился в провинции Стынгтраенг в бедной крестьянской семье, в которой помимо него было еще 8 детей.
В 2004 году дебютировал на соревнованиях высшего уровня. Он выступил на чемпионате мира по полумарафону, который проходил в Дели. Несмотря на показанный национальный рекорд 1:19.40, камбоджиец занял лишь 79-е место, проиграв победителю Полу Кируи более 15 минут.
Дебютировал на чемпионатах мира в 2007 году в Осаке, где выступил на дистанции 1500 метров. В предварительном раунде он показал 39-е время из 41 участника и завершил борьбу. В том же году завоевал две медали на Играх Юго-Восточной Азии, которые проходили в тайской Накхонратчасиме.
В 2008 году получил право участвовать в Олимпийских играх. При этом условия тренировок у Бунтинга практически не было, а недостаток средств даже не позволил ему купить обувь для выступления в марафоне. После того, как о нём был сделан репортаж компанией BBC один из читателей купил и отослал спортсмену обувь, что позволило ему выступить на Играх. На церемонии открытия Олимпиады Хем Бунтинг нёс флаг Камбоджи, а в последний соревновательный день занял 73-е место в марафоне, обойдя трёх атлетов.
На Играх Юго-Восточной Азии 2009 в Лаосе завоевал бронзу в марафоне, показав личный рекорд 2:25.20.
На Парижском марафоне 2012 года пробился в Топ-50, заняв 42 место с новым личным и национальным рекордом — 2:23.29.
В 2010 и 2014 годах принимал участие в Азиатских играх, но оба раз не смог финишировать в марафоне.

## Выступления
| Год  | Соревнование                                  | Страна                   | Позиция | Дисциплина  | Результат          |
| ---- | --------------------------------------------- | ------------------------ | ------- | ----------- | ------------------ |
| 2004 | Чемпионат мира по полумарафону                | Нью-Дели, Индия          | 79      | Полумарафон | 1:19:40 (NR)       |
| 2005 | Чемпионат Азии                                | Инчхон, Южная Корея      | 20      | 1500 м      | 4:03.87            |
| 2005 | Чемпионат Азии                                | Инчхон, Южная Корея      | 13      | 5000 м      | 15:41.30           |
| 2006 | Чемпионат Азии по лёгкой атлетике в помещении | Паттайя, Таиланд         | 11      | 1500 м      | 4:06.10            |
| 2006 | Чемпионат Азии по лёгкой атлетике в помещении | Паттайя, Таиланд         | 9       | 3000 м      | 9:02.00            |
| 2006 | Летние Азиатские игры                         | Доха, Катар              | 13      | 5000 м      | 15:19.25           |
| 2007 | Чемпионат мира                                | Осака, Япония            | 39      | 1500 м      | 4:08.31            |
| 2007 | Игры Юго-Восточной Азии                       | Накхонратчасима, Таиланд | 3       | 5000 м      | 14:24.71 (NR)      |
| 2008 | Олимпийские игры                              | Пекин, Китай             | 73      | Марафон     | 2:33:32            |
| 2009 | Чемпионат мира                                | Берлин, Германия         | 39      | 1500 м      | 4:08.64            |
| 2009 | Jeux de la Francophonie                       | Бейрут, Ливан            | 11      | 5000 м      | 15:39.28           |
| 2009 | Игры Юго-Восточной Азии                       | Вьентьян, Лаос           | 6       | 5000 м      | 15:45.63           |
| 2009 | Игры Юго-Восточной Азии                       | Вьентьян, Лаос           | 3       | Марафон     | 2:25.20 (2009) NR* |
| 2010 | Летние Азиатские игры                         | Гуанчжоу, Китай          | -       | Марафон     | DNF                |
| 2013 | Чемпионат Азии                                | Пуна, Индия              | 10      | 5000 м      | 16:36.49           |
| 2014 | Азиатские игры                                | Инчхон, Республика Корея | -       | Марафон     | DNF                |